# Abdij Saint-Victor (Marseille)

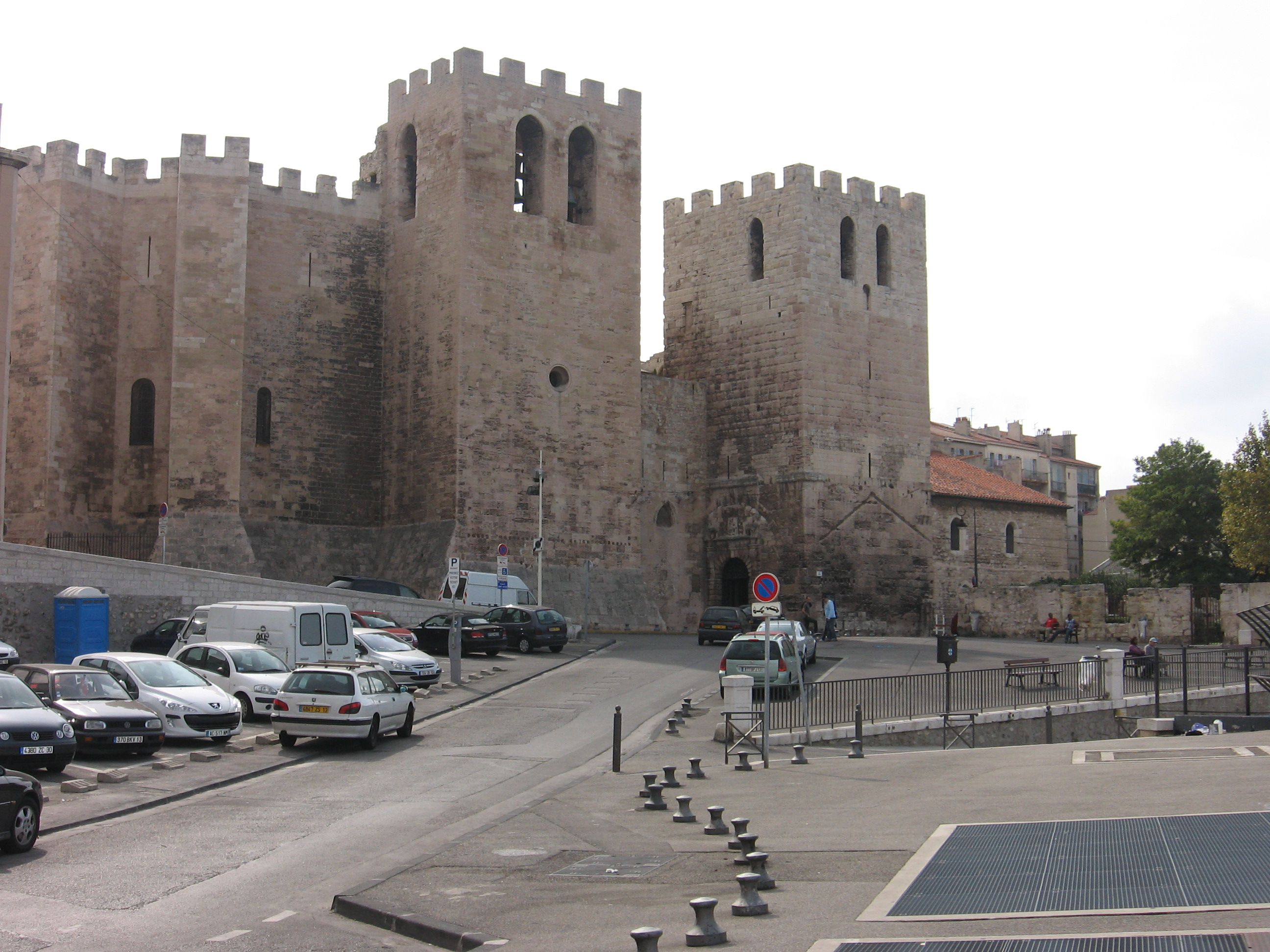
Torens van Saint-Victor

De Abdij Saint-Victor werd in de 5e eeuw in opdracht van de monnik Johannes Cassianus (360-435) in de Franse stad Marseille gebouwd nabij een begraafplaats voor martelaren. Een van de graven was van Victor van Marseille, waarnaar de abdij genoemd is. Het was een van de oudste kloostergemeenschappen van West-Europa. Van 750 tot 960 was Saint-Victor de residentie van de bisschop van Marseille. Van de 10e tot de 18e eeuw woonden hier benedictijnen.
In 1739 werd door paus Clemens XII de kloosterfunctie beëindigd.
Van de abdij is de kerk, die in 1200 werd herbouwd, nog blijven staan. De kerk werd door paus Pius XI tot een minor basilica benoemd.

## Referentiewerken
- M. Fixot, J.-P. Pelletier, Saint-Victor de Marseille. Étude archéologique et monumentale, Brepols Publishers, Turnhout, 2009, ISBN 978-2-503-53257-8.